# Robert Novak
Robert David Sanders Novak (n. 26 februarie 1931, Joliet, Illinois, SUA – d. 18 august 2009, Washington, D.C., District of Columbia, SUA) a fost un cronicar⁠(d), jurnalist, prezentator de televiziune, autor și comentator conservator american. A lucrat în presă înainte să fie înrolat în armata Statelor Unite în timpul războiului din Coreea , iar apoi a devenit reporter pentru Associated Press și mai târziu pentru The Wall Street Journal. A înființat alături de Rowland Evans⁠(d) în 1963 Inside Report - cea mai longevivă rubrică politică din istoria SUA - care a fost publicată în sute de ziare. De asemenea, aceștia au pus bazele Evans-Novak Political Report, un buletin informativ bisăptămânal, în 1967.
Novak și Evans au contribuit semnificativ pentru compania CNN după înființarea rețelei de televiziune. A fost prezentator pentru diferite programe precum Capital Gang⁠(d), Crossfire⁠(d) și Evans, Novak, Hunt & Shields⁠(d). De asemenea, a redactat articole pentru numeroase publicații (e.g. Reader's Digest). Pe 4 august 2008, Novak a anunțat că a fost diagnosticat cu o tumoare cerebrală, iar prognosticul său era „rezervat” și urmează să se retragă. A încetat din viață pe 18 august 2009 după ce și-a petrecut ultimele zile alături de familie.
Colegii săi i-au dat porecla „Prințul Întunericului”, o descriere pe care a adoptat-o și a folosit-o ulterior ca titlu pentru autobiografia sa. La începutul carierei avea opinii politice moderate sau liberale, însă în timp a devenit om de dreapta. Mai târziu, Novak a devenit un cunoscut reprezentant al conservatorismului american prin scrierile și declarațiile sale, dar a adoptat puncte de vedere diferite în unele chestiuni precum relațiile dintre Israel și Statele Unite⁠(d) și invazia Irakului. De asemenea, a publicat câteva reportaje majore pe parcursul carierei și a fost implicat în cazul afacerea Palme⁠(d). 

## Biografie
Novak s-a născut pe 26 februarie 1931 în Joliet, Illinois, fiul lui Jane Sanders și al lui Maurice Novak, un inginer chimist. Bunicii săi paterni au emigrat din Ucraina, iar familia mamei sale era din Lituania. Părinții lui Novak erau evrei laici care au avut puține interacțiuni cu comunitatea evreiască locală și au participat rar la slujbele religioase. Novak a suferit de bronșită cronică în copilărie, fapt care a determinat-o pe mama sa să-l transporte cu mașina. Din cauza părinților supraprotectori, verii săi îl numeau în glumă „Purcul Iisus”. De asemenea, lui Novak îi plăcea să tachineze, să jignească și să-și șocheze familia de la o vârstă fragedă, iar mai târziu s-a comparat cu rebelul francez Bertran de Born⁠(d).
Cariera sa de jurnalism a început în perioada liceului unde activa în calitate de student-scriitor pentru Joliet Herald-News, ziarul din orașul său natal. După liceu, a urmat Universitatea din Illinois din Urbana–Champaign (UI) din 1948 până în 1952. Acesta a devenit membru al fraternității⁠(d) Alpha Epsilon Pi⁠(d), la acea vreme o fraternitate universitară cu precădere evreiască, în timp ce studia la Illinois. Mai târziu, Novak avea să folosească „strângerea de mână secretă⁠(d)” a grupului de fiecare dată când îl întâlnea pe colegul său Wolf Blitzer⁠(d).
Acesta a continuat să câștige experiență în jurnalism activând ca scriitor sportiv pentru Daily Illini⁠(d) (DI), ziarul studențesc al colegiului. Novak a discutat despre cât de dezamăgit a fost când nu a fost numit editor principal pe subiecte sportive al ziarului pentru anul școlar 1951–52 și cum acest lucru l-a determinat să renunțe la cursuri și să lucreze cu normă întreagă pentru Champaign-Urbana Courier. După patru ani petrecuți la universitate, Novak a renunțat la studii pentru a deveni jurnalist cu normă întreagă. În 1993, un decan a declarat că cele patru cursuri obligatorii de educație fizică pe care Novak le urmase fără să obțină credite trebuie luate în considerare. În cele din urmă, Novak și-a primit diploma de licență. A susținut un discurs la sfârșitul anului universitar 1997-1998 unde a afirmat că studiile l-au ajutat să treacă de la statutul de imigrant din clasa muncitoare la clasa de mijloc.
În timpul războiului din Coreea, Novak a fost înrolat în armata Statelor Unite și a fost promovat până la gradul de locotenent. Acesta va declara mai târziu că se așteptase să fie ucis în luptă.

## Convingeri politice
În ciuda opiniilor sale politice conservatoare, Novak era înregistrat ca democrat. Acesta a avut convingeri centriste la începutul carierei sale, fiind susținător al democraților John F. Kennedy și Lyndon B. Johnson - care îi erau prieteni - în alegerile prezidențiale. În anii următori, Novak a declarat că a decis să rămână înregistrat ca democrat pentru a putea vota la alegerile primare⁠(d) din districtul Columbia. Acesta era prieten apropiat cu Everett Dirksen⁠(d). Novak a susținut că a devenit un anticomunist vehement și a abandonat poziția moderat-liberală⁠(d) după ce a citit lucrarea Witness a lui Whittaker Chambers. Deși a adoptat opinii de dreapta în anii 1970, a rămas un puternic critic al lui Ronald Reagan și al economiei⁠(d) sale la începutul anilor 1980. Acesta și-a schimbat poziția după o discuție cu Reagan despre economie și a scris ulterior că președintele a fost unul dintre puținii politicieni pe care i-a respectat.
Novak a fost un puternic susținător al războaielor din Coreea, Vietnam și Grenada, dar ulterior a adoptat o poziție anti-ingerință. A fost conservator pe probleme sociale, având convingeri puternice antidivorț și pro-viață⁠(d). A adoptat anumite convingeri libertariene (i.e. impozite reduse, stat minimal), însă nu a fost întotdeauna de acord cu republicanii (i.e. s-a opus războiului din Irak). Din acest motiv a fost caracterizat drept paleoconservator, deși această etichetă a fost contestată. A declarat  în rubrica sa că toți președinții care au condus țara pe durata vieții sale - cu excepția lui Reagan - au dat greș. După moartea lui Novak pe 18 august 2009, Chicago Sun-Times l-a descris ca fiind o voce independentă. Daily Telegraph a susținut că lui Novak îi plăcea să inițieze lupte între partide.

În iulie 2007, Novak și-a declarat sprijinul pentru candidatura lui Ron Paul la președinție. În același an - și la scurt timp după publicarea memoriilor sale - a fost intervievat de fostul cronicar Bill Steigerwald. Întrebat despre viitorul țării, Novak a spus:
Din punctul meu de vedere, observ că lunga dominație republicană se încheie și intrăm într-o perioadă de supremație democrată. Consider că vor fi multe greșeli și multe probleme. [...] Când mi se oferă șansa de a mă adresa studenților, le spun mereu: ′Iubește-ți întotdeauna țara, dar să nu ai niciodată încredere în guvernul tău′. Cred în această afirmație.
David Frum⁠(d) - redactor al National Review - nu consideră că Novak a contribuit la dezvoltarea mișcării conservatoare moderne. Declarația sa a primit un răspuns de la Novak însuși și alți comentatori. Frum menționează că redactarea lucrării sale - The Right Man - a fost motivată de „tendința lui Novak de a ignora adevărul”. Novak l-a atacat pe acesta în autobiografia sa, numindu-l „mincinos” și „escroc”. După moartea lui Novak, Frum l-a criticat pe acesta, însă totodată a cugetat asupra faptului că cei doi „nu au reușit niciodată să se înțeleagă.”

## Lucrări
- Robert D. Novak (1965). The Agony of the G.O.P., 1964. New York: The Macmillan Company.
- Rowland Evans; Robert D. Novak (1966). Lyndon B. Johnson: The Exercise of Power. New York: New American Library.
- Rowland Evans; Robert D. Novak (1971). Nixon in the White House: The Frustration of Power. New York: Random House. ISBN 978-0-394-46273-8.
- Rowland Evans; Robert D. Novak (1981). The Reagan Revolution. New York: E. P. Dutton. ISBN 978-0-525-18970-1.
- Robert D. Novak (2000). Completing the Revolution: A Vision for Victory in 2000. New York: The Free Press. ISBN 0-7432-4271-8.
- Robert D. Novak (2007). The Prince of Darkness: 50 Years Reporting in Washington. New York: Crown Forum. ISBN 978-1-4000-5199-1.